# Per-Anders Israelsson
Per-Anders Pea Israelsson, född 24 juni 1960, är en svensk idrottsledare som var klubbdirektör för Skellefteå AIK mellan 1997 och 2022.